# Rebecca Perry
Rebecca Diane Perry (Bakersfield, 29 dicembre 1988) è una pallavolista e giocatrice di beach volley statunitense naturalizzata italiana, schiacciatrice nelle Pinkin de Corozal.

## Carriera

### Pallavolo

#### Club
La carriera di Rebecca Perry inizia, a livello giovanile, nell'Austin Juniors. Dal 2006 al 2010 entra a far parte della squadra di pallavolo della propria università, la Washington, in NCAA Division I, saltando la prima annata. Nella stagione 2011 inizia la carriera da professionista con le Lancheras de Cataño nella Liga de Voleibol Superior Femenino.
Nella stagione 2011-12 viene ingaggiata nella V-League sudcoreana dal GS Caltex Seoul, ma a gennaio 2012 passa al Pursaklar per il finale di stagione e, terminato il campionato turco, torna a giocare a Porto Rico per le Indias de Mayagüez; dopo poche partite però il club è costretto a sostituirla con la connazionale Erin Moore a causa di un infortunio alla spalla destra.
Nella stagione 2013 passa alle Gigantes de Carolina, mentre nella stagione 2013-14 gioca nel Dresdner in Germania, con cui si aggiudica lo scudetto. Nell'annata 2014-15 viene ingaggiata dal Busto Arsizio nella Serie A1 italiana, mentre nel campionato seguente approda in Polonia in Liga Siatkówki Kobiet, ingaggiata dal MKS di Dąbrowa Górnicza, che tuttavia lascia dopo poche settimane di militanza.
Nella stagione 2017-18, dopo quasi due annate di assenza dalla pallavolo indoor, gioca nella Voleybol 1. Ligi turca col Türk Hava Yolları dove tuttavia rimane solamente qualche mese; nel gennaio 2018 torna infatti in Italia, ingaggiata dal Marsala in Serie A2.
Dopo aver sostenuto e superato i tryout, nel campionato 2018-19 si accasa allo Hyundai Hillstate nella V-League sudcoreana da cui tuttavia viene scaricata dopo sole quattro partite.
Nel gennaio 2019 viene ingaggiata dalla F2 Logistics con cui disputa la PSL Grand Prix Conference 2019. Dopo un breve passaggio nel club kazako dell'Altay, si accasa nella Volleyball Thailand League con il Nakhon Ratchasima, senza tuttavia concludere l'annata, trasferendosi alle Pinkin de Corozal per la Liga de Voleibol Superior Femenino 2020.

### Beach volley
Dopo la breve esperienza in Polonia negli ultimi mesi del 2015, decide di dedicarsi esclusivamente al beach volley, e giocare per la nazionale italiana dopo aver ottenuto la cittadinanza il 1º gennaio 2016 in quanto la sua famiglia è originaria di Campodimele. Viene chiamata a partecipare ai Giochi della XXXI Olimpiade di Rio de Janeiro in coppia con Marta Menegatti, in sostituzione di Viktoria Orsi Toth, risultata positiva ad un controllo antidoping: tuttavia, non avendo i requisiti imposti dalla FIVB, viene sostituita da Laura Giombini.

## Palmarès

### Pallavolo

#### Club
- Campionato tedesco: 1

2013-14

#### Premi individuali
- 2008 - NCAA Division I: Seattle Regional All-Tournament Team
- 2010 - All-America Second Team